# Мусават (Мусульманская демократическая партия)
«Мусават» (азерб. Müsavat от араб. مساواة‎ — «Равенство») — политическая партия в Азербайджане начала XX века.
Зарожденная, как тайная политическая организация в Баку в период поздней столыпинской реакции в России, российской интервенции и подавления революции в Персии и в разгар Балканских войн, активизировалась в годы Первой мировой войны и, в последующей Гражданской войны 1918—1920 гг. стала одной из главных политических сил Азербайджана. Идеологически оставалась либеральной, сочетая умеренный социализм с местным национализмом.

## История
В 1911 году в Баку была основана «Мусульманская демократическая партия Мусават» («Равенство»), учредителями которой являлись М.-А. Расулзаде, В. Микаилзаде, Г. Шарифзаде и А. Кязимзаде. Партию создали бывшие участники социалистической группы «Гуммет». Вплоть до Февральской революции партия была вынуждена действовать в глубоком подполье. Перед членами партии была поставлена задача: «сохранять в строгой тайне существование партии и, ограничиваясь пока увеличением числа своих членов, готовиться и набирать силы для будущей борьбы». В ходе Первой мировой войны руководители партии «Мусават» со страниц газеты «Ачыг соз» призывали мусульман довести войну с Османской империей «до победного конца». При этом, М. Э. Расулзаде отстаивал тюркскую идентичность («Мы — тюрки по языку, тюрки по национальности»), однако пантюркизм этот имел российскую основу и коренился в исламском модернизме Гаспринского и означал поворот тюрок «от Мекки к Алтаю». Под тюрками понималась единая нация (миллет), объемлющая турок, азербайджанцев, казахов, узбеков и др. До Февральской революции «Мусават» не выступал с требованием создания независимого тюркского государства, ограничившись идеалами культурно-национальной автономии.
Тремя принципами Мусават были: тюркизм (язык), исламизм (религия) и европейство (современность, прогресс, время), что отразилось в национальном азербайджанском триколоре (голубой, зелёный и красный цвет).
Популярность «Мусавата» на Кавказе объясняется тем, что членом этой партии мог стать всякий, кто приносил клятву верности Корану, исламской религии и нации. Но, с точки зрения шиитских мулл «Мусават» была антиисламской, социалистической и националистической партией. Но при этом мусаватисты представляли подавляющее большинство азербайджанцев. Их позиции были наиболее прочными в сельских районах Бакинской и Елизаветпольской губерний.
После Февральской революции «Мусават», занявшая в новых условиях доминирующее положение в Азербайджане, выступила за создание «Российской демократической республики», требуя при этом национально-территориальной автономии для Азербайджана. В июне 1917 года произошло объединение «Мусават» с «Тюркской партией федералистов». Партия стала называться «Тюркская демократическая партия федералистов-мусаватистов». В программе этой партии уже содержалось требование национально-территориальной автономии в составе демократической России.
«Мусават» проповедовал классовый мир внутри азербайджанской нации. Наряду с крупной буржуазией и помещиками, партию «Мусават» поддерживала мелкая буржуазия, националистическая интеллигенция, а также часть крестьянства.
С 25 по 29 октября 1917 года в Баку состоялся первый съезд объединённой партии, принявший новую программу, включавшую следующие требования:

1. Государственный строй России должен быть в форме федеративной демократической республики, на началах национально-территориальной автономии.
2. Свобода слова, совести, печати, союзов, собраний, стачек должны быть утверждены конституцией и гарантированы государством.
3. Все граждане, без различия вероисповедания, национальности, пола и политических убеждений равны перед законом. Паспортная система упраздняется. Всякому предоставляется полное право передвижения как в пределах своей страны, так и выезд за пределы государства без всяких специальных на то разрешений.
4. Для всех служащих и рабочих устанавливается восьмичасовой рабочий день.
5. Все казённые, удельные, дворянские и частновладельческие земли раздаются крестьянам бесплатно и безвозмездно.
6. Суды подчиняются лишь законам и впредь, до утверждения постановлений полномочных судебных органов, ни один гражданин не подлежит наказанию.
7. Всеобщее, бесплатное и обязательное начальное и высшее обучение.

(Государственный архив Азербайджанской республики, ф. 894, оп. 1, ед. хр. 56, л. 5).

Всего программа содержала 58 пунктов, и включала в себя положения по земельному, рабочему, национальному, религиозному и иным вопросам. Председателем ЦК партии был избран Мамед Эмин Расулзаде.
В декабре 1917 года мусаватисты разоружили в Гяндже солдат 219 полка, а в январе 1918 года совершили вооруженное нападение на возвращавшихся с Кавказского фронта российских солдат (Шамхорская резня). К февралю 1918 года вооруженные отряды мусаватистов контролировали Елизаветпольскую губернию (без Карабаха). Вначале марта они распространили свою власть на Ленкорань, Шемаху, Губу и Сальян.
22 апреля 1918 года Закавказский сейм в Тифлисе принял резолюцию о провозглашении Закавказья независимой Закавказской демократической федеративной республикой (ЗДФР). 26 апреля было сформировано новое правительство Закавказья под руководством А. И. Чхенкели. В состав этого правительства вошли 5 представителей Азербайджана, в том числе представлявшие «Мусават» Н. Усуббеков (министр просвещения) и М. Г. Гаджинский (министр торговли и промышленности).
27 мая члены мусульманской фракции Закавказского сейма на своём заседании приняли решение провозгласить независимость Азербайджана, объявив себя Временным Национальным советом Азербайджана. Председателем Национального совета Азербайджана стал М. Э. Расулзаде. 15 сентября 1918 года Кавказская исламская армия взяла Баку, обеспечив власть «Мусават» в Азербайджане. 17 ноября 1918 года турецкие войска ушли из Азербайджана. «Мусават» вступил в переговоры с Великобританией.
Представители партии «Мусават» Насиб-бек Усуббеков, Гасан-бек Агаев, Халил-бек Хасмамедов, М. Г. Гаджинский и другие занимали ответственные посты во всех правительствах АДР. В советской историографии политический режим, существовавший на территории Азербайджана в 1918—1920 годах, обычно именуется «мусаватистским».

## Период подпольной деятельности
После установления советской власти в Азербайджане в апреле 1920 года «Мусават» на протяжении нескольких лет продолжал действовать в условиях подполья и готовил вооружённое выступление против советской власти в Азербайджане. Однако, в 1926—1927 годах лидер подполья Дадаш Гасанов и его соратники были арестованы и расстреляны. После этого отдельные группы мусаватистов действовали в эмиграции.

## Период Второй мировой войны
Во время Второй мировой войны руководство нацистской Германии при формировании национальных легионов из представителей народов Советского Союза делала ставку на известных и авторитетных представителей политэмиграции этих народов. В азербайджанской эмиграции такой фигурой являлся М. Э. Расулзаде, который был убеждён в близкой связи мусаватизма и национал-социализма. Он отмечал, что социальная программа партии «Мусават» несёт национал-социалистический характер. Однако узнав, что Германия не собирается поддерживать идею независимости Азербайджана, Расулзаде отказался от сотрудничества.

## Современная партия
Наследницей исторической партии является нынешняя Партия Мусават (азерб. Müsavat Partiyası), возникшая в конце 1980-х — начале 1990-х годов на базе одного из течений Народного фронта Азербайджана. Лидер партии — Иса Гамбар. В 2024 году Иса Гамбар вновь был избран председателем (башган) партии.